# Macroglossum insipida
Macroglossum insipida là một loài bướm đêm thuộc họ Sphingidae, chi Macroglossum.

## Phụ loài
- Macroglossum insipida insipida
- Macroglossum insipida papuanum Rothschild & Jordan, 1903

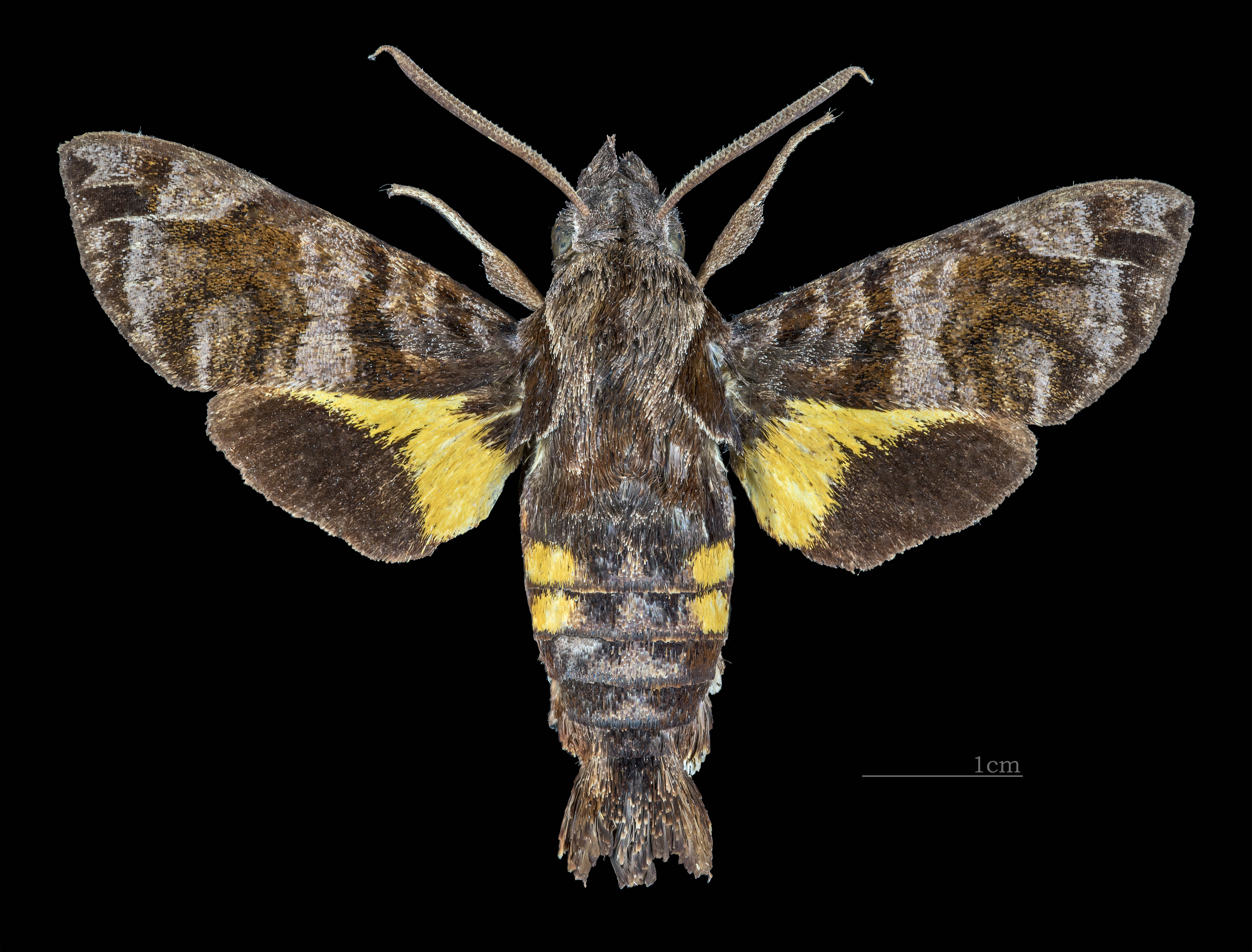
Macroglossum insipida papuanum ♂
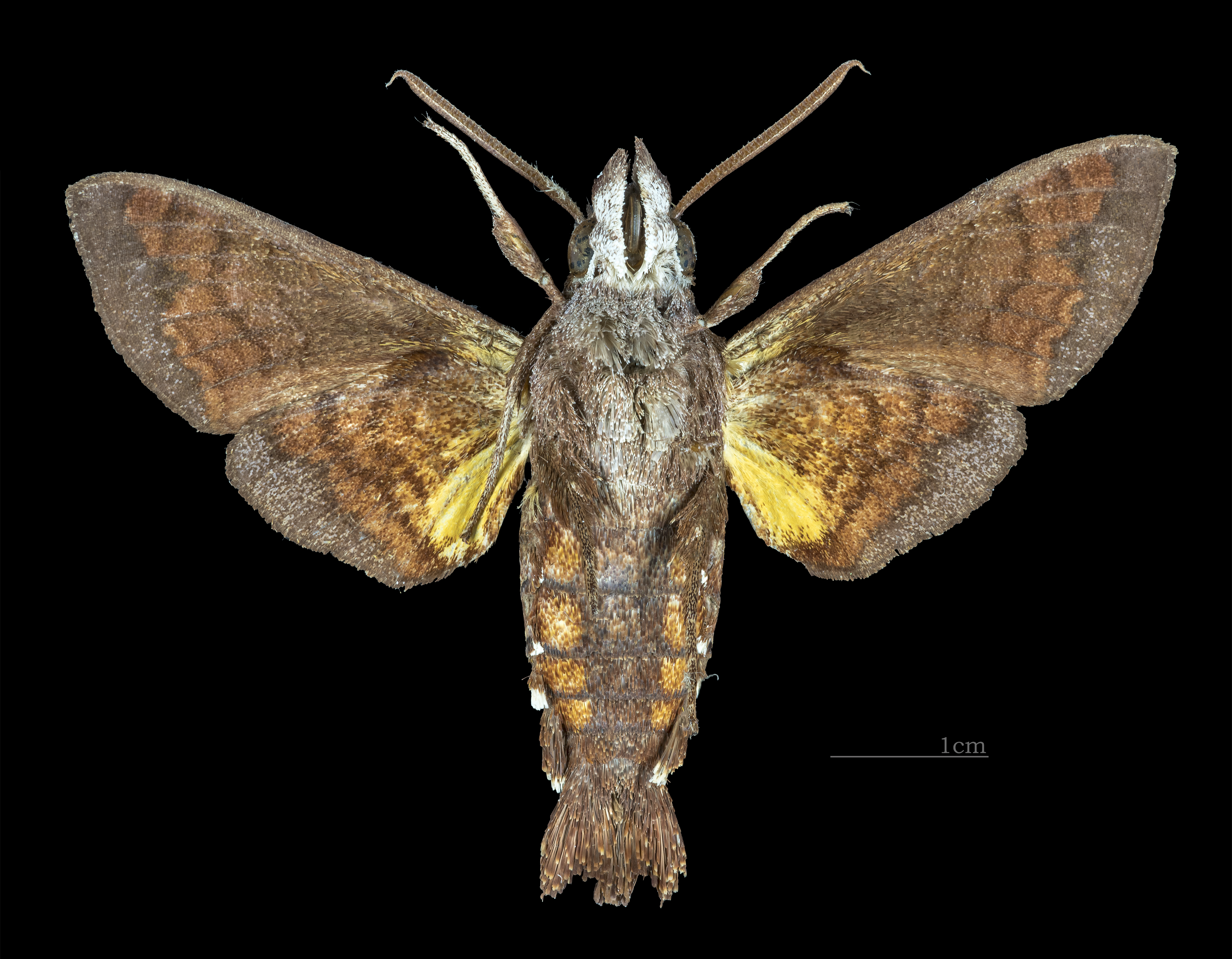
Macroglossum insipida papuanum  ♂  △